# Lesbian bed death
Le lesbian bed death (mort de la sexualité lesbienne) est un mythe populaire selon lequel les lesbiennes engagées dans des relations de couple stables auraient moins de rapports sexuels que tout autre type de couple plus la relation dure longtemps et vivraient généralement moins d'intimité sexuelle en conséquence. On peut également le définir comme une baisse de l’activité sexuelle qui survient deux ans après le début d’une relation lesbienne à long terme,.
Le concept est basé sur une recherche de 1983 menée par le psychologue social Philip Blumstein et la sexologue et sociologue Pepper Schwartz (en), publiée dans American Couples: Money, Work, Sex, dans laquelle les couples lesbiens ont déclaré des chiffres inférieurs lorsqu'on leur a demandé « À quelle fréquence, au cours de l'année dernière, vous et votre partenaire avez-vous eu des relations sexuelles ? ». La recherche a été critiquée pour sa méthodologie et parce que l'activité sexuelle diminue pour tous les couples de longue date, quelle que soit l'orientation sexuelle. Les analyses du concept l’ont donc considéré comme un mythe populaire,.

## Origine du terme

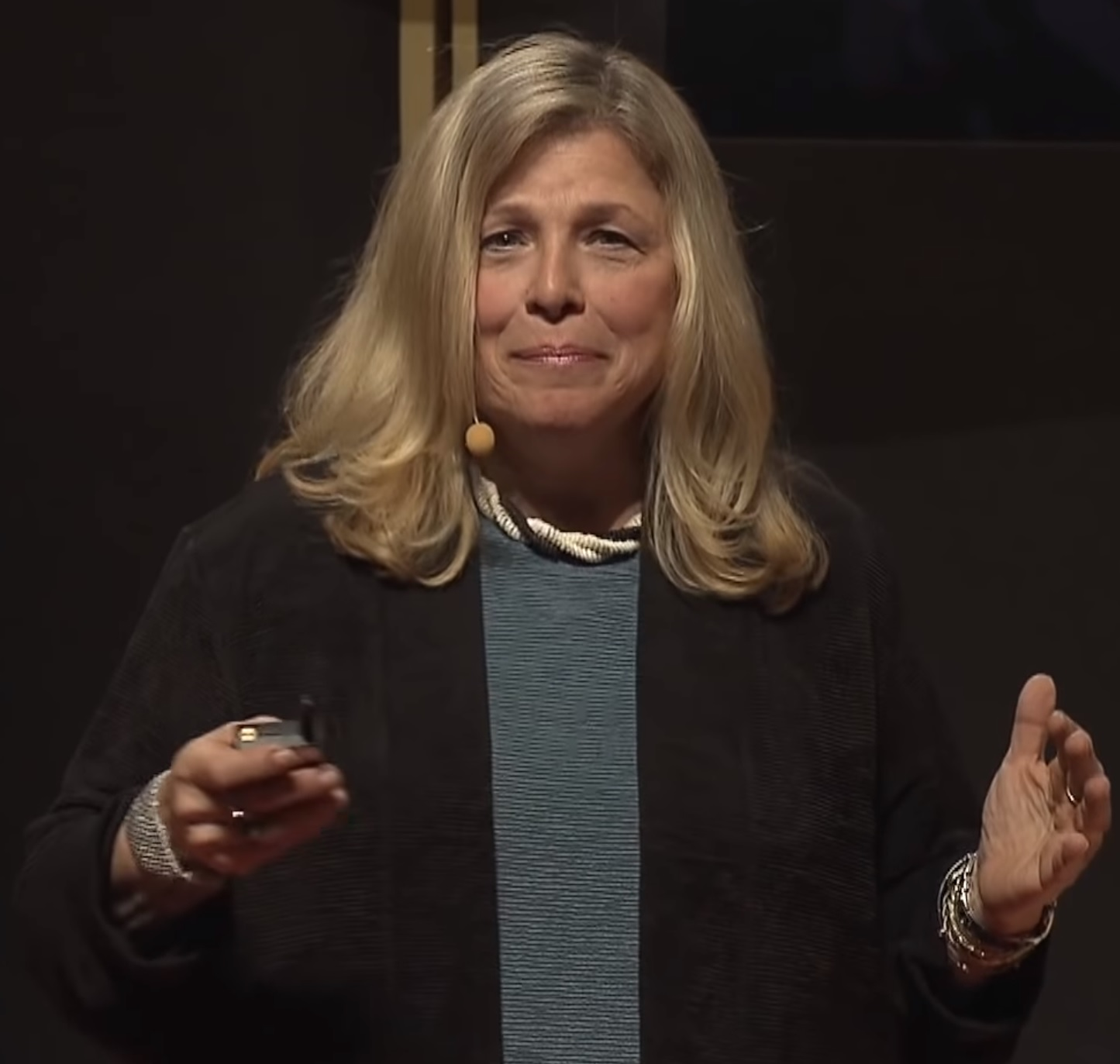
Pepper Schwartz à TEDxRainier (2011).

Pepper Schwartz est considérée comme l'autrice de l'expression lesbian bed death,. L'historien John D'Emilio a entendu l'activiste lesbienne Jade McGleughlin utiliser ce terme dans un discours prononcé lors du « Sex and Politics Forum » qui s'est tenu à l'Université George-Washington lors de la marche nationale de 1987 sur Washington pour les droits des lesbiennes et des gays, ce qui, selon la psychologue et sexologue Suzanne Iasenza, fut la première fois qu'il fut prononcé publiquement.

## Recherche

### Les conclusions de Blumstein et Schwartz
Au début des années 1980, Philip Blumstein et Pepper Schwartz ont mené une enquête auprès des habitants des États-Unis sur leurs relations, enquête parrainée par la Fondation Russell Sage et la National Science Foundation. Le questionnaire couvrait divers aspects des relations de couple, tels que le travail, la sexualité, les enfants, les finances et la prise de décision. Dans un premier temps, 12 000 couples volontaires, dont 788 couples lesbiens, ont rempli des questionnaires. Parmi eux, 300 couples de Seattle, San Francisco et New York ont été sélectionnés pour un entretien plus approfondi. Les résultats ont été publiés en 1983 sous le titre American Couple: Money, Work, Sex. L'une des conclusions de Blumstein et Schwartz était que les couples lesbiens engagés dans des relations ont moins de relations sexuelles que tout autre type de couple (parmi ceux mentionnés dans l'enquête : hétérosexuels mariés, hétérosexuels en concubinage ou homosexuels masculins) et que les femmes du couple vivent généralement moins d'intimité sexuelle plus la relation dure longtemps,.
Ces résultats sont basés sur les réponses à la question « À quelle fréquence environ au cours de l'année écoulée avez-vous eu des relations sexuelles avec votre partenaire ? » Les résultats indiquent une activité sexuelle moindre que celle de leurs homologues. Seulement environ un tiers des lesbiennes en couple depuis deux ans ou plus ont des rapports sexuels une fois par semaine ou plus ; 47 % des lesbiennes en couple à long terme ont des rapports sexuels une fois par mois ou moins, et parmi les couples hétérosexuels mariés, seulement 15 % ont des rapports sexuels une fois par semaine ou moins. Ils ont également signalé que les lesbiennes semblaient être plus limitées dans la gamme de leurs techniques sexuelles que les autres couples, et que les couples lesbiens étaient moins sexuels en tant que couples et en tant qu'individus que les couples des autres groupes,.

### Autres conclusions et critiques
Dans sa critique du New York Times de l'ouvrage American Couple, Carol Tavris a suggéré un biais potentiel dans les résultats de l'enquête Blumstein et Schwartz, car la plupart des répondants étaient généralement blancs, aisés, libéraux et bien éduqués. La théoricienne féministe lesbienne Marilyn Frye a également critiqué l’étude. Frye a remis en question la méthodologie du format de l’enquête, estimant que la question de l’enquête est trop ambiguë lorsqu’elle est appliquée au comportement sexuel des couples lesbiens. Elle a indiqué que la comparaison de l'enquête n'est pas exacte parce que l'accent sur l'activité sexuelle à l'époque était mis sur la question de savoir si un pénis était inséré ou non et si les « relations sexuelles » sont interprétées de manière trop étroite, cette ambiguïté pourrait expliquer la constatation d'une fréquence statistiquement faible de comportement sexuel parmi les couples lesbiens,. Frye a déclaré : « … Ce que 85 % des couples mariés de longue date font plus d'une fois par mois prend en moyenne 8 minutes… Ce que nous (lesbiennes) faisons, et que nous faisons en moyenne beaucoup moins fréquemment, prend en moyenne beaucoup plus de 8 minutes. Peut-être environ 30 minutes au moins ».
On s’attend à ce que les couples lesbiens recherchent des relations sexuelles moins fréquemment que les couples hétérosexuels ou homosexuels. L'universitaire Waguih William IsHak a déclaré que bien que le lesbian bed death manque de preuves scientifiques, les données empiriques ont suggéré « que les femmes ont moins de désir sexuel que les hommes et sont plus soumises dans les interactions sexuelles ». 
Selon la psychologue et chercheuse Letitia Anne Peplau, des études ont montré que les femmes manifestent moins d'intérêt pour le sexe que les hommes et que « les lesbiennes déclarent avoir des rapports sexuels moins fréquents que les hommes homosexuels ou hétérosexuels ». Les femmes en général se sont montrées « plus disposées que les hommes à renoncer aux rapports sexuels ou à adhérer à un vœu religieux de célibat ». Cependant, selon Peplau, la « base de données empiriques disponible sur les personnes homosexuelles est relativement petite » ; en outre, « une compréhension adéquate de la sexualité humaine peut nécessiter des analyses séparées de la sexualité chez les femmes… basées sur la biologie et les expériences de vie uniques » du sexe féminin, car les chercheurs ont « ignoré des activités, telles que les baisers intimes, les câlins et les attouchements, qui peuvent être particulièrement importantes pour la vie érotique des femmes ». Les chercheurs ont soutenu qu'« une plus grande attention doit être accordée à l'impact des hormones qui peuvent avoir une pertinence particulière pour les femmes » et qui sont « liées à la fois à la sexualité et aux liens affectifs ». 
En ce qui concerne le comportement sexuel global des femmes et la satisfaction sexuelle, l'étude de Masters et Johnson de 1979 sur les pratiques sexuelles lesbiennes a conclu que les comportements sexuels lesbiens ont plus souvent des qualités associées à la satisfaction sexuelle que leurs homologues hétérosexuels, se concentrant sur un contact sexuel plus complet du corps plutôt que sur un contact axé sur les organes génitaux, moins de préoccupation ou d'anxiété à propos de l'orgasme, plus d'affirmation sexuelle et de communication sur les besoins sexuels, des rencontres sexuelles plus durables et une plus grande satisfaction quant à la qualité globale de la vie sexuelle,. Une étude menée en 2004 par Margaret Nichols a révélé un comportement sexuel légèrement moins présent chez les lesbiennes que chez les femmes hétérosexuelles, mais que les deux étaient sexuellement actives environ une fois par semaine,. Plusieurs études ont indiqué que les lesbiennes ont des orgasmes plus souvent et plus facilement lors d'interactions sexuelles que les femmes hétérosexuelles,  tandis qu'une étude de 2009 du Journal of Sex Research a révélé que les femmes dans des relations homosexuelles bénéficiaient du même désir sexuel, de la même communication sexuelle, de la même satisfaction sexuelle et de la même satisfaction à l'orgasme que leurs homologues hétérosexuelles. Une étude menée en 2014 par Blair et Pukall a révélé que les femmes vivant dans des relations homosexuelles ont des niveaux de satisfaction sexuelle globale similaires à ceux de leurs homologues hétérosexuels, et des niveaux de fréquence sexuelle légèrement inférieurs, mais aussi que les femmes vivant dans des relations homosexuelles passent beaucoup plus de temps sur des rencontres sexuelles individuelles, passant souvent plus de deux heures sur une rencontre individuelle. 
Les chercheuses Cohen et Byers ont avancé en 2014 que la majorité des recherches sur la sexualité lesbienne était ancienne (de plus de 20 ans) et que la question de l'enquête « à quelle fréquence avez-vous des relations sexuelles ? » est phallocentrique et que, par conséquent, les répondantes étaient peu susceptibles d'inclure des comportements tels que les contacts génitaux, les contacts oraux-génitaux et les activités non génitales (comme les baisers et les contacts corporels entiers) dans leurs réponses. Dans leur étude de 2014 sur le concept, environ 600 femmes engagées dans des relations homosexuelles à long terme ont été incluses. Les trois quarts d’entre elles avaient eu une ou plusieurs activités sexuelles à caractère génital au moins une fois par semaine au cours du mois précédent, et 88 % des femmes ont déclaré avoir une activité sexuelle non génitale quotidienne. Les couples hétérosexuels et les couples de même sexe féminins ont connu une diminution de la fréquence des contacts génitaux, tandis que les contacts non génitaux n’ont pas diminué. Les femmes dans des relations homosexuelles ont également déclaré être satisfaites sexuellement. 
Suzanne Iasenza a décrit le concept de lesbian bed death comme une « baisse notoire de l'activité sexuelle environ deux ans après le début d'une relation lesbienne à long terme »,. En examinant la littérature sur le sujet, elle a soutenu que le concept devrait disparaître parce qu'il repose sur la théorie de la socialisation des genres, manque de clarté définitionnelle et de validité empirique, et parce que tous les couples à long terme connaissent une baisse de la fréquence sexuelle au fil des années. Elle a également rappelé qu'une enquête menée en 1995 par le magazine Advocate sur la sexualité et les relations entre lesbiennes a montré que les femmes lesbiennes avaient des relations sexuelles plus agréables que la plupart des femmes américaines, mais que ces données n'ont pas reçu la même attention que l'étude de Schwartz.

## Société et culture
À la suite de l'enquête de Blumstein et Schwartz, de nombreux livres et articles sur la sexualité lesbienne ont été écrits dans les années 1980 par des praticiennes lesbiennes, par des cliniciennes telles que JoAnn Loulan et Marge Nichols traitant du désir sexuel inhibé, du manque d'initiation sexuelle et de la faible estime de soi sexuelle en ce qui concerne la sexualité lesbienne. Nichols a déclaré que l'impact « de ces études sur la perception des lesbiennes, notamment par les lesbiennes elles-mêmes, était énorme : en un mot, les lesbiennes en sont venues à être considérées comme moins sexuelles que les autres femmes ». L'expression « lesbian bed death » était bien établie au début des années 1990 dans la communauté gay et lesbienne et faisait l’objet de blagues, de consternation et de débats intenses.

### Critiques
Plusieurs auteurs ont qualifié le concept de mythe,,. Nikki Dowling de The Frisky a soutenu que la définition de l'activité sexuelle dans les années 1980 était principalement limitée aux rapports sexuels entre pénis et vagin, et que cela a affecté la définition du sexe pour les lesbiennes enquêtées puisque certaines se demandaient si deux femmes ayant des rapports sexuels constituait un acte valide. Elle a supposé que le concept « persiste probablement » en raison de la lesbophobie. Winnie McCroy de The Village Voice a déclaré : « Bien que la méthodologie et les résultats [de Schwartz] aient été remis en question plus tard, l'idée du lesbian bed death a suivi sa route, avec des résultats dommageables ». Dowling a également décrit un effet négatif généralisé du concept, affirmant que de nombreux sites Web ont commencé à apparaître affirmant qu'ils peuvent le guérir. McCroy a soutenu que tous les couples connaissent une diminution de l’intensité sexuelle après les premières étapes d’une relation. L'éducateur sexuel et auteur Tristan Taormino a déclaré que le sexe vieillit quelle que soit l'orientation sexuelle du couple. Suzanne Iasenza a déclaré : « Lisez les travaux du sexologue hétérosexuel David Schnarch si vous pensez que les couples hétérosexuels ne sont pas confrontés aux mêmes problèmes. ». L'autrice lesbienne Felice Newman a déclaré que le concept « est le plus grand tort que nous ayons jamais causé à notre communauté. [...] Car en réalité, les statistiques ne varient pas tant que ça. Que vous soyez hétérosexuel ou homosexuel, les relations à long terme peuvent être difficiles sur le plan sexuel ».